# Stanley Peat
Stanley Peat (* 23. August 1902 in South Shields bei Newcastle-upon-Tyne; † 22. Februar 1969 in Bangor (Wales)) war ein britischer Chemiker, bekannt für Beiträge zur Chemie von Kohlenhydraten.
Peat war der Sohn eines Bergbauingenieurs und studierte ab 1921 Chemie am Armstrong College in Newcastle-upon-Tyne (der heutigen University of Durham) mit dem Bachelor-Abschluss mit Bestnoten 1924. Er war dort Schüler von Walter Norman Haworth und ging mit ihm als Assistent 1925 an die University of Birmingham. 1928 wurde er bei Haworth promoviert und wurde Lecturer für Biochemie an der Medical School der University of Birmingham, wo er sich unter anderem mit Histamin befasste. 1934 wechselte er in die Fakultät für Chemie, wurde dort Reader und erhielt 1946 einen D.Sc. 1948 wurde er Professor für Chemie am University College of North Wales in Bangor.
Er befasste sich unter anderem mit dem Enzym-System, das den Aufbau und Abbau von Stärke bewerkstelligt. Er klärte die Struktur des Stärke-Bestandteils Amylopektin. Durch Synthese klärte er die Struktur von Glucosamin und er befasste sich mit der Struktur von Glucose (mit Haworth 1926), Maltose, Dextrinen und Dextranen.
1948 wurde er Fellow der Royal Society.
Er war Mitherausgeber der Advances in Carbohydrate Chemistry.